# Агуа-де-Алту
Агуа-де-Алту (порт. Água de Alto)  —  населённый пункт и район в Португалии,  входит в округ Азорские острова. Расположен на острове Сан-Мигел. Является составной частью муниципалитета  Вила-Франка-ду-Кампу. Население — 1624 человека на 2001 год. Занимает площадь 18,44 км².